# Caroline Bouvier Kennedy
Caroline Bouvier Kennedy (Nova Iorque, 27 de novembro de 1957) é uma escritora, advogada e diplomata que serviu como embaixadora dos Estados Unidos para o Japão, de 2013 a 2017, e depois foi embaixadora na Austrália, de 2022 a 2024. Membro proeminente da família Kennedy, é a única filha do casal John F. Kennedy e Jacqueline Bouvier Kennedy ainda viva.
Caroline nem tinha completado seis anos de idade quando seu pai, o presidente John F. Kennedy foi assassinado, em 22 de novembro de 1963. No ano seguinte, sua mãe, Caroline e o irmão se mudaram para o Upper East Side, em Manhattan, onde estudou. Formou-se na Faculdade Radcliffe e trabalhou no Metropolitan Museum of Art, onde acabou conhecendo seu futuro marido, o designer Edwin Schlossberg. Caroline formou-se em Direito, ela Columbia Law School e grande parte de sua vida profissional foi trabalhando com legislação e política, bem como reforma educacional e trabalhos de caridade. Ela também atua como porta-voz do legado da família Kennedy e publicou dois livros, com Ellen Alderman, a respeito de liberdades civis.
Na corrida presidencial de 2008, Caroline e seu tio, Ted Kennedy, apoiaram o candidato do Partido Democrata, Barack Obama, para o gabinete, tendo-o apoiado na Flórida, Indiana e Ohio e sendo co-administradora do comitê de pesquisa da vice-presidência, atendendo à convenção democrata em Denver, no mesmo ano.
Após a eleição de Obama e da indicação da senadora Hillary Clinton como Secretária de Estado, Caroline demonstrou interesse em ocupar a cadeira de senadora de Hillary, mas recuou no pedido citando "razões pessoais". A deputada Kirsten Gillibrand acabou substituindo Hillary em seu lugar. Em 2013, o Presidente Obama indicou Caroline como embaixadora dos Estados Unidos no Japão. Em 2021, o Presidente Biden apontou ela como embaixadora para a Austrália, com ela assumindo em junho 2022 após ser confirmada pelo senado.